# سبو
نهر سبو هو نهر يجري في المغرب ينبع من جبال الأطلس المتوسط ويحيط بمدينتي فاس و القنيطرة من الغرب والشرق، ويلتقي مع نهر فاس في السهول مشكلاً سهلاً خصباً صالحاً للزراعة.